# Big Time (Lied)
Big Time ist ein Lied des englischen Singer-Songwriters und Rock-Musikers Peter Gabriel aus dem Jahre 1987. Es wurde sein zweiter Top-Ten-Hit in den amerikanischen Billboard Hot 100 (Platz 8).

## Entstehung und Veröffentlichung
Der Schlagzeuger Jerry Marotta erinnert sich an eine frühe Version von Big Time, die er als intensiver und so weit von der veröffentlichten Version entfernt beschrieb, dass sie „kein Hit geworden wäre“.
Der Bassgitarrenpart des Songs ist insofern einzigartig, als sich der Bassist Tony Levin und der Schlagzeuger Marotta für die Aufnahme zusammengetan haben. Levin übernahm die Griffe, während Marotta die Saiten mit seinen Schlagzeugstöcken anschlug, was zu einem perkussiven Sound führte, der von einer Technik inspiriert war, die Gene Krupa in den 1940er oder frühen 1950er Jahren entwickelt hatte. Inspiriert von diesem Sound erfand Levin später die Funk Fingers, kleine Schlagzeugstöcke, die an den Fingerspitzen befestigt werden konnten, um ihn bei Live-Auftritten zu reproduzieren.
Die Schlagzeugparts waren eine große Herausforderung bei den Aufnahmen: Marotta, Manu Katché und Stewart Copeland spielten jeweils einen Take über einen Click-Track von der LinnDrum. Marotta hatte ursprünglich einen Schlagzeugpart mit härterem Rock-Feeling aufgenommen, aber Gabriel entschied sich stattdessen für Copelands „leichteren, poppigeren Ansatz“. Gabriel mochte Copelands Schlagzeug-Take, fand aber, dass diese rhythmisch nicht ganz stimmten. Er sagte: „Ich liebe Stewarts Spiel. Er ist nicht der beste Taktgeber der Welt, wie er selbst zugeben würde, aber er kann einen Track vorantreiben wie nur wenige andere; er ist dem Beat immer voraus, sitzt immer vorne und sein Schlagzeug klingt immer sehr lebendig.“
Um das Problem zu umgehen, mischte der Tontechniker Kevin Killen Copelands Schlagzeugparts auf Mono herunter, indem er Abschnitte dessen Spiels, die sich am besten mit dem Click-Track deckten, sampelte und jeweils ein paar Takte einflog. Gabriel wollte zusätzlich die Drum Fills einbringen, die ebenfalls sorgfältig gesampelt wurden, und es wurden Anpassungen an der Geschwindigkeit vorgenommen, damit sie mit dem Track übereinstimmten.
Big Time erschien zuerst am 19. Mai 1986 auf seinem Studioalbum So. Die Single erschien am 23. März 1987. Das Lied Curtains wurde auf der B-Seite der Single von Big Time veröffentlicht. Der gleiche Titel ist auch auf der B-Seite der Single Don’t Give Up zu hören.
Das Lied wurde in der Folge in vielen weiteren Veröffentlichungen von Gabriel über seine gesamte Solokarriere hinweg unter anderem auf Kompilationen, wie Shaking the Tree: Sixteen Golden Greats von 1990, und darüber hinaus als Studio- oder Live-Version in Audio- oder Videoveröffentlichungen als Musikvideo, wie auf der Musikvideo-Kompilation Play: The Videos von 2004 oder Konzertfilmen, wie Back to Front: Live in London von 2014 veröffentlicht und häufig als Standardprogrammpunkt auf Konzerten wie auf der i/o The Tour von 2023 gespielt.

## Hintergrund
Das Lied wurde von Peter Gabriel geschrieben, von ihm und Daniel Lanois produziert und von Kevin Killen und Daniel Lanois bearbeitet. Der Big Time Extended Remix wurde von Tom Lord-Alge erstellt.
Auf der This Way Up-Tournee hatte Gabriel keine Bläser dabei, also lud Keyboarder David Sancious die Bläsernoten von der Aufnahme in einen Akai-Sampler und spielte sie live ab. Der Sampler nahm Disketten auf, die zwischen den Liedern ausgetauscht werden mussten, so dass es Zeiten gab, in denen Gabriel seine Bühnenansagen ausdehnte, während Sancious die Disketten einlegte. Daniel Lanois, der das Album mitproduziert hat, ist kein Fan davon, Computer als Ersatz für echte Musikinstrument zu verwenden, es sei denn, es handelt sich um einen speziellen Zweck, der von jemandem verfolgt wird, der sich für diese Technologie begeistert. „Sie waren besonders dann nützlich, wenn die Leute wirklich begeistert von ihnen waren“, sagte er dem Rolling Stone. „Wenn jemand zu mir sagen würde: 'Ich habe einen fantastischen Bass-Sound auf diesem Fairlight und möchte ihn benutzen', würde ich sagen: 'Großartig'. Er nahm dieses Stück als Beispiel dafür, wie man es richtig macht: Big Time auf Peter Gabriels Musikalbum So basierte auf einem Fairlight-Bass-Riff. Es hatte einen gewissen Drive und ein roboterhaftes Gefühl, das man mit einem gespielten Bass nicht erreichen kann.“

## Inhalt und Bedeutung
Peter Gabriel hat Big Time als „eine satirische Geschichte über einen grundlegenden menschlichen Drang beschrieben: den Erfolg.“ Der Song erzählt die Geschichte eines Mannes aus einer Kleinstadt, der mit der Zeit überlebensgroß wird. Am Ende des Liedes wird Gabriels Stimme immer tiefer und vermittelt ein Gefühl von Größe, bis es in einer kalten Art und Weise endet. Big Time ist ein lustiger Song über jemanden, der davon träumt, übermäßig erfolgreich zu sein, was ihn seiner Meinung nach wichtig macht.

## Musik
Big Time wird in zwei unterschiedlichen Tonarten gespielt: a♭-Moll im Chorus und a♭-Dorisch in den Strophen. Das Lied hat eine Geschwindigkeit von 116 bpm. Einzigartig an dem Lied ist die Bassgitarre, die vom Bassisten Tony Levin und vom Schlagzeuger Jerry Marotta gemeinsam gespielt wurde. Während Levin am bundlosen Bass die Töne an den Steg griff, spielte Marotta die Saiten mit Drumsticks an. Aus diesem Grunde klingt der Bass perkussiv. Später erfand Levin so genannte Funk Fingers, bei denen es sich um kleine Drumsticks handelt, die man sich an den Fingern befestigen kann, um einen vergleichbaren Basssound auf der Bühne zu erreichen. Der The-Police-Schlagzeuger Stewart Copeland spielt bei diesem Lied Schlagzeug.

## Musikvideo
Wie beim Vorgänger Sledgehammer kreierte Gabriel zu Big Time ebenfalls ein besonderes Musikvideo mit Stop-Motion, Knetanimationen und weiteren Filmeffekten. Das Musikvideo zeigt, wie Gabriel seine kleine Wohnung verlässt und eine Reise in die Großstadt unternimmt, was auch den Inhalt und den Titel des Liedes widerspiegelt. Regie führte Stephen R. Johnson, der zuvor bereits das Video zu Sledgehammer inszeniert hatte, produziert wurde es von Prudence Fenton. Das Produktionsdesign stammt von Wayne Wright, die Animationen und Spezialeffekte von David Daniels, Peter Wallach, Bill Wright, Spencer Cook, Robert Lyons, Susan Pitt, Michael Sullivan, Tom McLaughlin, Rob Niosi und Joe Castellano.

## Verwendung in anderen Werken
Der Titel Big Time befindet sich auf dem Soundtrack des Dokumentarfilms Inside Job von Charles H. Ferguson über die weltweite Finanzkrise ab 2007.
Big Time wurde in den Fernsehserien Young Sheldon (Folge A Patch, A Modem, And A Zantac von 2017), Everybody Hates Chris (Folge Everybody Hates Varsity Jackets von 2009) und Cold Case (Folge The Lost Soul Of Herman Lester von 2004) und darüber hinaus auch in den Filmen Perfect Body von 1997 und Postman Pat: The Movie von 2014 verwendet.

## Mitwirkende
(Quelle:)

### Musiker
- P. P. Arnold – Begleitgesang
- Jimmy Bralower – LinnDrum-Programmierung
- Simon Clark – Hammondorgel, Fairlight CMI, Bassgitarre
- Stewart Copeland – Schlagzeug, Hi-Hat
- Peter Gabriel – Hauptgesang, Synthesizer, Fairlight CMI, Prophet 5, LinnDrum
- Coral Gordon – Begleitgesang
- Wayne Jackson – Trompete, Kornett
- Manu Katché – Schlagzeug
- Daniel Lanois – Surf-Gitarre
- Tony Levin – Bassgitarre
- Dee Lewis – Begleitgesang
- Don Mikkelsen – Posaune
- David Rhodes – E-Gitarre
- Mark Rivera – Saxophon, Altsaxophon, Tenorsaxophon, Baritonsaxophon

### Technisches Personal
- Dave Bascombe – Aufnahme-Toningenieur
- Jimmy Bralower – Schlagzeug-Programmierung
- Charlene Colon – Supervisorin
- Renato Costa – Supervisor
- Ian Cooper – Mastering-Tontechniker
- Peter Gabriel – Bläser-Arrangements, Musikproduzent, Songwriter, Komposition
- Chris Hughes – Schlagzeug-Programmierung
- Wayne Jackson – Bläser-Arrangements
- Trevor Key – Fotografie
- Kevin Killen – Toningenieur
- Daniel Lanois – Bläser-Arrangements, Musikproduzent
- Peter Saville – Design
- Graciela Silberberg – Supervisorin
- Brett Wickens – Design

## Coverversionen
Peter Gabriel coverte auf dem 2010 erschienenen Studioalbum mit dem Namen Scratch My Back das Lied I Think It’s Going to Rain Today von Randy Newman in einer orchestralen Fassung. Dieser coverte daraufhin auf dem im Jahr 2013 erschienenen Kompilations-Album des Folgeprojektes And I’ll Scratch Yours das Lied Big Time von Peter Gabriel. Die Datenbank mit Coverversionen SecondHandSongs listete 2024 etwa 10 Versionen auf.

## Rezeption

### Rezensionen
Cash Box sagte, dass der Song „Gabriel in einer charakteristischen lyrischen Goldmine zeigt, die eine leidenschaftliche, glaubwürdige Stimme liefert“ Billboard nannte Gabriel einen „dynamischen, großen Funk-Rocker“, der den alten Memphis-Sound wieder aufleben lässt. Big Time ist nach Stewart Mason von AllMusic eine bissige Antwort auf den Yuppie-Materialismus mit dem witzigsten Text in Peter Gabriels gesamter Karriere. Das Ende des Liedes, das kurz vor der offensichtlichen Pointe der ganzen Diskussion darüber, wie übernatürlich groß alles in Gabriels charmantem Leben ist, aufhört, ist ein kleiner Moment der Brillanz.

### Chartplatzierungen
| ChartsChartplatzierungen       | Höchstplatzierung | Wochen |
| ------------------------------ | ----------------- | ------ |
| Deutschland (GfK)              | 38 (6 Wo.)        | 6      |
| Vereinigte Staaten (Billboard) | 8 (23 Wo.)        | 23     |
| Vereinigtes Königreich (OCC)   | 13 (9 Wo.)        | 9      |

| ChartsJahrescharts (1987)      | Platzierung |
| ------------------------------ | ----------- |
| Vereinigte Staaten (Billboard) | 64          |

### Auszeichnungen für Musikverkäufe
| Land/Region               | Auszeichnungen für Musikverkäufe (Land/Region, Auszeichnung, Verkäufe) | Verkäufe  |
| ------------------------- | ---------------------------------------------------------------------- | --------- |
| Vereinigte Staaten (RIAA) | Gold                                                                   | 1.000.000 |
| Insgesamt                 | 1× Gold ·                                                              | 1.000.000 |

Hauptartikel: Peter Gabriel/Auszeichnungen für Musikverkäufe

### Auszeichnungen und Nominierungen
| Jahr | Preis                  | Kategorie                       | für                                        | Resultat  |
| ---- | ---------------------- | ------------------------------- | ------------------------------------------ | --------- |
| 1987 | Billboard Music Awards | Top Pop Single                  | Big Time                                   | Nominiert |
| 1987 | MTV Video Music Awards | Best Concept Video              | Big Time                                   | Nominiert |
| 1987 | MTV Video Music Awards | Best Special Effects in a Video | Big Time (Peter Gabriel mit Peter Wallach) | Nominiert |
| 2007 | BMI Awards             | 1-Million-Air-Award             | Big Time                                   | Gewonnen  |